# Cecoslovacchia ai Giochi della X Olimpiade
La Cecoslovacchia partecipò ai Giochi della X Olimpiade, svoltisi a Los Angeles, Stati Uniti, dal 30 luglio al 14 agosto 1932, con una delegazione di 25 atleti impegnati in quattro discipline.

## Medagliere

### Per discipline
| Sport              | Oro | Argento | Bronzo | Totale |
| ------------------ | --- | ------- | ------ | ------ |
| Sollevamento pesi  | 1   | 1       | 0      | 2      |
| Lotta greco-romana | 0   | 1       | 0      | 1      |
| Atletica leggera   | 0   | 0       | 1      | 1      |
| Totale             | 1   | 2       | 1      | 4      |

### Medaglie
| Medaglia | Atleta              | Sport              | Evento         |
| -------- | ------------------- | ------------------ | -------------- |
| Oro      | Jaroslav Skobla     | Sollevamento pesi  | Pesi massimi   |
| Argento  | Josef Urban         | Lotta greco-romana | Pesi massimi   |
| Argento  | Václav Pšenička Sr. | Sollevamento pesi  | Pesi massimi   |
| Bronzo   | František Douda     | Atletica leggera   | Getto del peso |